# Cosmas (Prag)
Cosmas (tschechisch: Kosmas; † 10. Oktober oder 10. Dezember 1098) war Bischof von Prag.

## Leben
Seine Herkunft und sein Geburtsdatum sind nicht bekannt. Nach dem Tod des Prager Bischofs Jaromír-Gebehard wurde Cosmas 1091 zu dessen Nachfolger gewählt. Die Investitur durch König Konrad erfolgte Ende des Jahres in Mantua. 
Die Bischofsweihe durch den Mainzer Bischof Ruthard, zu dessen Kirchenprovinz Prag gehörte, fand erst drei Jahre später in Mainz statt.
Zu beiden Terminen wurde Cosmas vom damaligen Prager Kanoniker und späteren böhmischen Chronisten Cosmas von Prag begleitet. Die zufällige Namensgleichheit führte jedoch dazu, dass der Bischof Cosmas und der Chronist Cosmas in den Quellen mehrfach verwechselt wurden.